# Ocotlán
Ocotlán es una ciudad mexicana situada en el sureste del estado de Jalisco, dentro de la región Ciénega, cabecera del municipio homónimo. En el año 2024 había 106050 habitantes, siendo la 10.ª ciudad más poblada de Jalisco y la tercera zona metropolitana más poblada.

## Demografía
De acuerdo con el censo de población llevado a cabo por el Instituto Nacional de Estadística y Geografía (INEGI), en la ciudad de Ocotlán hay un total de 94 978 habitantes, 48 709 mujeres y 46 269 hombres. Tiene una densidad de población de 4766 habitantes por kilómetro cuadrado.

### Viviendas
En Ocotlán hay un total de 31 392 viviendas particulares, de éstas 26 240 están habitadas, cada vivienda tiene un número promedio de 3.62 ocupantes. 26 107 viviendas particulares habitadas disponen de energía eléctrica, 25 860 disponen de un piso diferente a la tierra y 26 050 disponen de drenaje.

### Evolución demográfica
| Gráfica de evolución de Ocotlán entre 1900 y 2020     |
|                                                       |
| Fuente: Instituto Nacional de Estadística y Geografía |

## Industria
En Ocotlán se localiza la primera planta que la empresa Nestlé estableció en México (1935) y desde que el Jefe Ejecutivo de Nestlé Global, Paul Bulcke, anunció el 23 de enero de 2014, en el Foro Económico en Davos Suiza, con la presencia del presidente de México, Enrique Peña Nieto, que la empresa abriría una nueva fábrica en Ocotlán, Jalisco, con una inversión de 410 millones de dólares, las miradas estatales y nacionales se han puesto en el municipio ribereño. La decisión de Nestlé de ubicar su nueva planta en Ocotlán fue concretada después de un proceso de negociaciones entre Brasil y Estados Unidos de ubicar la planta en sus respectivos territorios al elegir a México como el país ganador se escogió a Ocotlán como municipio albergador de la nueva planta.[cita requerida] Para 2016, ya al inaugurarse la empresa, se dará empleo a 200 personas, mismas que se sumarían a las 400 que se encuentran en la primera planta del municipio.
Celanese era otra de las grandes Industrias que se posicionaban en el municipio la cual fue empresa líder a nivel mundial en el desarrollo de materiales especializados para diferentes industrias. Esta empresa cerró su planta en Ocotlán en el año 2020.

### Industria mueblera
La industria mueblera en Ocotlán inició en la década de los sesenta con la fabricación en serie de muebles de madera y derivados, siendo el primer mueblero el Sr. Don Jesús Chavoya Salcedo. Esta actividad empezó a consolidarse durante los años ochenta, pero no fue sino hasta la década de los noventa cuando el número de empresas que se dedicaron a la fabricación de muebles se duplicó. Desde hace más de 10 años, esta es la principal actividad industrial de Ocotlán, actividad que se ha convertido en uno de los pilares más sólidos de la economía del municipio y de la región Ciénega.
Esta industria la conforman 250 empresas de las cuales 122 (49 %) son microempresas, 96 (38 %) pequeñas, 25 (10 %) medianas y 7 (3 %) grandes, esto significa que la mayoría de las empresas muebleras son micro y pequeñas, es decir, el 87% (AFAMO, 2004). Como es frecuente en las MIPYMES, estas son flexibles para adaptarse a las circunstancias del mercado cambiante y ofrecen oportunidades de trabajo para muchas personas que de otro modo se encontrarían en el desempleo. Generalmente son empresas artesanales con poca o nula tecnificación en donde los miembros de la familia desarrollan su actividad en función de una determinada división del trabajo.[cita requerida]

## Educación
En Ocotlán existen 147 escuelas en educación básica y media superior, entre los diferentes centros educativos se ofertan educación preescolar, primaria, secundaria, bachilleratos, educación media y superior; tanto de sistemas estatales, federales o particulares.
En el municipio se encuentra el Centro Universitario de la Ciénega (CUCIÉNEGA) que pertenece a la Universidad de Guadalajara, cuenta con 16 licenciaturas y 3 posgrados. En el Cuciénega se localiza la Biblioteca + Mediateca "Fernando del Paso" que a su vez forma parte del Sistema de Red de Bibliotecas de la Red Universitaria de Jalisco, considerada como una de las más grandes del Occidente del País.
Escuelas de educación superior que se encuentran en el municipio son:
- El Instituto Tecnológico de Ocotlán
- Universidad Interamericana para el Desarrollo (UNID)
- CECATI 120
- Centro Universitario de la Ciénega
- EDUCEM
- EREMSO (Escuela Regional de Educación Media Superior de Ocotlán [Carreras Técnicas, pertenece a la Red de la Universidad de Guadalajara])
- Centro de Estudios Universitarios Adolfo López Mateos

## Medios de comunicación
- XHAN 91.1 FM La Ribereña (FM)
- XEAN 800 AM La Ribereña Ocotlán (AM)
- XHUGO- 107.9 FM Es una estación de radio que pertenece a la red de Medios U de G, propiedad de la Universidad de Guadalajara.
- Visión TV canal de televisión local que se transmite a través del canal 112 que corresponde a Cablemas Digital.
- Periódico Mi Región. Semanario con información, opinión y análisis. Tiene su sede en Ocotlán y cobertura en Jamay, La Barca, Poncitlán, Tototlán y Atotonilco.
- Periódico Guía. Semanario que cubre información de Ocotlán, Jamay y Poncitlán. Fundado en el 2006.
- Decisiones. Portal web fundado en 2015 que tiene cobertura en los municipios de Ocotlán (sede), Poncitlán, Jamay, La Barca, Ayotlán, Atotonilco el Alto, Degollado y Zapotlán del Rey.

Un estimado gráfico del área que ocupa Ocotlán arroja una mancha urbana de 1.034 ha , incluyendo algunos lugares apartados de la población al sur, bordeando la carretera, a los que se les prestan servicios urbanos; aparecen también en forma dispersa algunos asentamientos y fraccionamientos irregulares, en algunas zonas cercanas a la ciudad, al este de la misma.
La mayor parte del suelo urbano tiene uso habitacional, presentándose así un fenómeno de incompatibilidad entre este uso y el industrial mueblero, de tamaño medio y pequeño, localizado principalmente al noreste de la ciudad, en las colonias El Porvenir, Lázaro Cárdenas y Las Torrecillas; las grandes industrias como Celanese, Nestlé e Industrias Ocotlán, las dos últimas ya englobadas por la mancha urbana, han originado incompatibilidad entre usos del suelo y afectación al medio ambiente; la otra se ubica fuera de la ciudad, aunque depende de ella en algunos servicios.
La zona que aloja las actividades comerciales y administrativas está en el centro urbano de la población. Los establecimientos de servicios a la industria y el comercio se ubican al margen de la carretera que toca la ciudad.

## Turismo
- Centro Histórico de la Ciudad

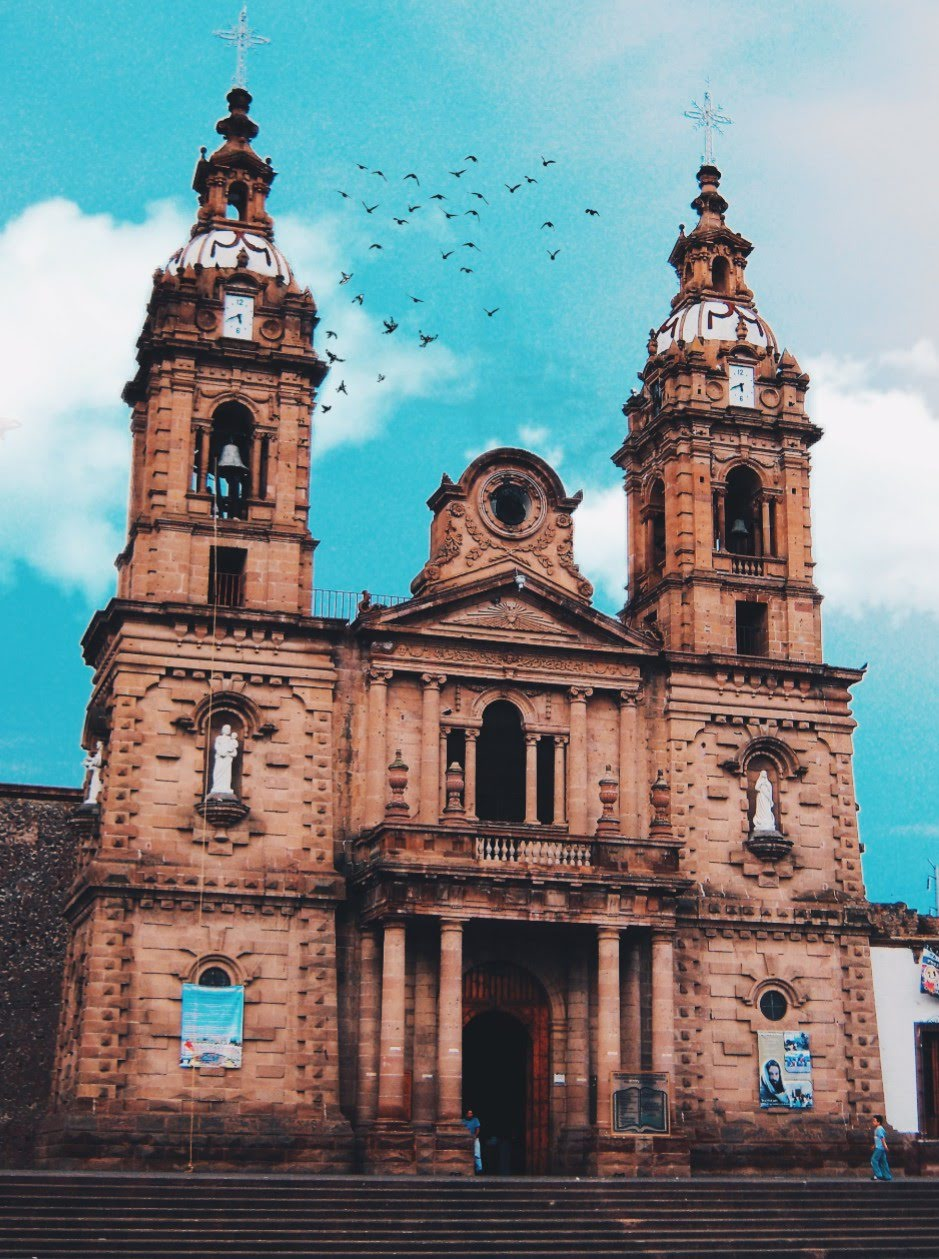
Templo del Señor de la Misericordia.

En la plaza principal se localiza el templo en honor al Señor de la Misericordia, dentro del recinto podemos encontrar la historia religiosa del pueblo mediante murales que muestran lo acontecido entre los días 02 y 3 de octubre de 1847. Sus fiestas se realizan del 20 de septiembre con la "Entrada de los Gremios" al 3 de octubre de cada año. Aunque la población está lista para los festejos desde el 15 de septiembre con el "Grito de Dolores" A un costado se localiza el Monumento al Señor de la Misericordia y el Templo de la Purísima Virgen de Ocotlán.
- Parroquia del Señor San José

Se Ubica en la colonia Florida al norte de la Ciudad, es considera un importante centro religioso por la cantidad de fieles, después del Templo del Señor de la Misericordia, es el segundo templo más visitado, celebra sus fiestas patronales del 11 al 19 de marzo de cada año.
- Castillo de "El Fuerte"

Saliendo de Ocotlán rumbo a Jamay, podemos encontrar una pequeña edificación junto al Lago de Chapala mi
- Parque Metropolitano "La Eucalera"

En pleno corazón de la ciudad se localiza el parque "La Eucalera", lugar con varias hectáreas de eucalipto y otras especies de arbolado reservado para la convivencia familiar. Cuenta con pasillos, áreas verdes, un auditorio al aire libre y lago artificial. Se contaba con un zoológico con especies resguardadas, pero fue removido.
- El parque Revolución o Parque de los Enamorados

Este lugar es un parque muy visitado; se encuentra a las orillas del Río Zula, siendo un lugar que durante mucho tiempo fue utilizado como puerto para productos que provenían de Michoacán y posteriormente eran enviados a Guadalajara por tren. Actualmente se le conoce como "Parque de los Enamorados" ya que cuando el área dejó de ser puerto, es donde se daban cita parejas para cortejos.
- Praga Foro Cultural Independiente

Se Ubica en la calle Honorato Barrera 577 en la colonia Mascota , es considerado un importante centro cultural  por la cantidad de eventos, exposiciones, conciertos, foros, cursos, talleres y distintas actividades que realizan en sus instalaciones, además la barra del Praga es conocida por su delicioso menú y eventos gastronómicos temáticos que invitan a  disfrutar del arte y la cultura de una manera placentera en un lugar al aire libre ,   después de la casa de la cultura es el foro cultural independiente más activo en la ciudad, celebra además distintos festivales y eventos en toda la región .
- Ciclomontañismo por la Ribera de Chapala

La ubicación geográfica de Ocotlán junto a la ribera del Lago de Chapala y las serranías que lo rodean lo favorecen para la práctica de un deporte considerado como extremo, el Mountain Bike o Ciclismo de Montaña. Actualmente en esta ciudad existe un grupo de ciclomontañistas que desde hace ya casi 10 años practican este deporte de forma constante e intensa, incluso participando en carreras regionales y organizando excursiones a otras lugares del Estado de Jalisco y Nayarit. Es ya una tradición para este grupo organizar una excursión de tres días en bicicleta de montaña de Guadalajara a Puerto Vallarta; en el mes de enero recorren la ruta Tepic (Nayarit) al Puerto de San Blas, y en el mes de mayo un recorrido al volcán Paricutín.

## Gastronomía
La comida típica de la región son platillos preparados con peces obtenidos del Lago de Chapala, de manera enunciativa se puede mencionar Caldo Michi, charales secos o empanizados, bagre en hoja de vastajo, etc. Con el paso del tiempo se han añadido otras comidas tales como la birria tatemada, birria de cazuela, borrego y cabrito, entre otros. Verduras y frutas que se dan muy bien en la zona son: el chayote, maíz, calabaza y "la guasana", este último es similar al garbanzo, sólo que de manera inmadura; en los locales que venden dichas guasanas se preparan: tatemadas, cocidas y asadas. También se pueden encontrar diversos restaurantes ubicados tanto en el centro de la ciudad como en la rivera del lago, incluso llegando a ofrecer platillos a la carta desde marisco, pescado, carnes entre otros.